# فيضانات الصين 1931
كانت فيضانات وسط الصين في عام 1931 أو  فيضانات وسط الصين لعام 1931 عبارة عن سلسلة من الفيضانات التي وقعت في جمهورية الصين. وتعد هذه الفيضانات بشكل عام من الكواراث الطبيعية الأكثر فتكًا التي تم تسجيلها، وغالبًا هي بالتأكيد الأكثر فتكًا في القرن العشرين (عند عدم أخذ الأوبئة والمجاعات في الاعتبار). وتتراوح تقديرات العدد الإجمالي للضحايا من 145,000 إلى ما بين 3.7 مليون و4 مليون نسمة.

## الأسباب المتعلقة بالأرصاد الجوية
في الفترة من عام 1928 إلى عام 1930، ضرب الصين جفاف لفترة طويلة. ومن خلال بعض الحسابات، بدأت الأرصاد الجوية غير الطبيعية في وسط الصين في الشتاء في أواخر عام 1930. حيث تبع العواصف الثلجية التي وقعت في الشتاء ذوبان الجليد في الربيع وأمطار غزيرة أدت إلى ارتفاع منسوب مياه الأنهار بشكل كبير. وتصاعدت حدة الأمطار في يوليو وأغسطس من عام 1931. وفي يوليو وحده ضرب الإقليم تسعة أعاصير، رغم أن المتوسط كان بمعدل إعصارين في كل عام.

## عدد الضحايا والأضرار
تشير المصادر الصينية عادة إلى أن عدد القتلى جرّاء فيضان نهر اليانغتسى حوالي 145,000، إلى جانب أضرار الفيضان التي أثرت على نحو 28.5 مليون نسمة، بينما تشير معظم المصادر الغربية إلى عدد أعلى بكثير من القتلى ما بين 3.7 و4 ملايين نسمة.

### النهر الأصفر
لقد اعتبر النهر الأصفر تاريخيًا «مهد الحضارة الصينية». وكان للفيضانات الكبرى على النهر آثار زراعية واقتصادية واجتماعية كارثية بشكل عام. وقد وقع طوفان النهر الأصفر في عام 1931 في الفترة من يوليو إلى نوفمبر، حيث أغرق 87,000 كم2 بالكامل (20,000,000 فدان) من الأراضي وقتل ما بين مليون ومليوني نسمة.

### نهر اليانغتسى
لقد كانت أسوأ فترة للفيضانات من يوليو إلى أغسطس 1931. ففي يوليو وحده، أفادت 4 محطات للأرصاد الجوية على طول نهر اليانغتسي بهطول الأمطار بكميات تتخطى 2 قدم (0.61 م) طوال الشهر. وبلغ عدد ضحايا فيضان نهر اليانغتسى 145,000 وتضرر 28.5 مليون نسمة.

### نهر هواي
لقد وصل فيضان نهر اليانغتسي إلى جانب فيضان نهر هواي إلى نانجينغ، التي كانت عاصمة الصين في ذلك الوقت. وقد عانت المدينة، التي كانت تقع على جزيرة في منطقة الفيضانات الهائلة، من أضرار كارثية. حيث توفي الملايين بسبب الغرق أو الأمراض التي تنقلها المياه مثل الكوليرا والتيفود. وقد بيعت الزوجات والبنات عن طريق السكان اليائسين، وتم الإبلاغ عن حالات وأد الأطفال وأكثر من ذلك عن حالات أكل لحوم البشر في البيانات الصارخة المقدمة إلى الحكومة. كما شملت المناطق المتضررة هوبي وهونان وجيانغشى وهانكو وووهان وهانيانغ وتشونغتشينغ. وقد تم التوصل إلى العلامة المائية العالية في 19 أغسطس في هانكو، حيث تجاوز مستوى المياه53 قدم (16 م) فوق العادة. ونسبيًا، كان هذا متوسط 5.6 قدم (1.7 م) فوق شنغهاي بوند. وفي مساء 25 أغسطس 1931، وصل الماء إلى القناة الكبرى وجرفت السدود بجوار بحيرة غاويو. وغرق حوالي 200,000 نسمة وهم نيام.

## ردود فعل الحكومة

### حقبة الجمهورية (من الثلاثينات - الأربعينات)
في أعقاب وقوع الكارثة، قامت حكومة القومية بإنشاء بعض المنظمات مثل لجنة الحفاظ على نهر هواي لمعالجة مشاكل الفيضانات. ومع ذلك، ونظرًا لعدم وجود تمويل والفوضى الناجمة عن الحرب الصينية اليابانية الثانية والحرب الأهلية الصينية، كانت اللجان المختلفة قادرة على بناء السدود الصغيرة فقط على طول نهر اليانغتسى.

### حقبة الشيوعية (بعد الخمسينات)
في عام 1953، سافر قائد الحزب الشيوعي الصيني ماو تسي تونغ في رحلة إلى نهر اليانغتسى لتعزيز مشروع السيطرة على فيضان سد الخوانق الثلاثة. وصرح قائلاً:
| فيضانات الصين 1931 | ينبغي أن يتفوق مشروع سد الخوانق الثلاثة الاشتراكي على المشاريع الرئيسية الأخرى في التاريخ الصيني، مثل السور العظيم الذي يعود إلى كين شي هوانغ والقناة الكبرى التي تعود إلى يانغ إمبراطور سوي. | فيضانات الصين 1931 |

إن العلماء والمسؤولين الذين أثاروا الشكوك، مثل تشن مينغ شو، قد تعرضوا للاضطهاد لأنهم يمينيين. لي سيجوانج، وهو عالم بارز ووزير للموارد الجيولوجية، وقد أخبر ماو أنه سيقدم على الانتحار إذا فشل في إيقاف بناء السد. ولم يتجاوز المشروع مرحلة التخطيط في عصر ماو (Mao)، وذلك بسبب نقص الموارد وزيادة الانقسام بين الصين والاتحاد السوفيتي والإضرابات التي نتجت عن انطلاقة ماو الكبرى. وأعيد تشغيل المشروع في الثمانينيات، وبدأ سد الخوانق الثلاثة الكهرومائي في العمل بشكل كامل في عام 2012، ليصبح أكبر محطة طاقة في العالم من حيث القدرة المركبة.

## وصلات خارجية
- An Analysis of Flood and Social Risks Based on the 1931 Changjiang & Huai River Flood During the Republic of China
- Extremely heavy meiyu over the Yangtze and Huaihe vaneies in 1931